# ロブ・ブライドン
ロブ・ブライドン(Rob Brydon、1965年5月3日 - )は、ウェールズ出身の俳優・コメディアン・テレビ/ラジオ番組の司会者・歌手。BBCのコメディ番組のロブの「この年、オレ年」の司会者、同じくマリオンとジェフとそのスピンオフであるThe Keith Barret Showにおけるキース・バレット役などで知られる。ブライドンは数々の俳優・コメディアンと共演しているが特にスティーヴ・クーガンとジュリア・デイヴィスとの共演が多い。
2003年には英国紙オブザーバーでイギリスで最も面白いコメディアン50人のうちの1人に選ばれている。

## 略歴
ブライドンは、教師の母ジョイと、自動車のディーラーの父ハワードの間に生まれた。ウェールズのバグラン、ポートトールボットで育ち、14歳までにポースコールのセント・ジョーンズ・スクール、スウォンジーのダンバートン・ハウス・スクールに通った。その後、ポースコール総合学校で青年演劇グループのメンバーになった。ダンバートンに居たころ、同門のキャサリン・ゼタ＝ジョーンズの夕食代を盗んだことがある。

### 初期のキャリア
カーディフの王立ウェールズ音楽演劇大学に進学したが、卒業しないまま20歳でBBCラジオウェールズに入る。ラジオウェールズの土曜朝の番組のDJを担当していたころにウェールズのスタンダップコメディアンのピート・パーク＝ウォーカーからの投稿が読まれている。ラジオウェールズには6年在籍し、1992年から1995年までBBCラジオ5の若者向けの雑誌・音楽番組のメイン司会として後にマリオンとジェフの起源となるアラン・トンプソンと共演した。また1994年から1995年までボイド・クラック主演のコメディ番組サテライト・シティのいくつかのエピソードで共演した。
BBCラジオ5ライブの「The Treatment」でコメディアンとして出演する傍ら、ケン・ブルースの代役としてBBSラジオ2でしばしば司会を務めた。

### ナレーション
ブライドンは、はじめはナレーターとして英国内では知られていた。ディスクワールドのコンピュータゲームや、BBC Oneのステーションブレイクのナレーションを務めている。また、ルノー、タンゴ、タイムズ、テスコ、アビーナショナル、Sainsburys、マクドナルド、トイレダック、共謀、ミントカード、ポットヌードル、ドミノピザ、パリパリナットコーンフレークなどのテレビCMのナレーションも担当している。さらに、ディスクワールドのコンピュータゲーム「ディスクワールド・ノワール」では主役のルートンの声を演じている。

## 躍進
1990年代の始めはホーム・ショッピング・ネットワークの司会をしたり、いくつかの映画やドラマの端役で出演したりしていた。2000年にはBBCで放送された2つのコメディ番組で名を残した。ジュリア・デイヴィスと共に制作・共演した「Human Remains」と商業的に成功した「マリオンとジェフ」である。
これらのシリーズで、ブライドンはコメディとシリアスな役の両方をこなしたことで性格俳優としてのキャリアパスを築いた。BBC Fourの「ケナス・タイナン：ハードコアの賛美」（2005年）で演劇評論家のケナス・タイナンを演じ、ローレンス・オリヴィエ役のジュリアン・サンズと対峙した。
ルース・ジョーンズ、ジェームズ・コーデン作の「Gavin & Stacey」でブライドンが演じるブライン・ウェストは彼をウェールズのルーツに戻すことができた。この役でブライドンは2009年コミックリリーフチャリティシングル「Islands in the Stream」でルース・ジョーンズ（どちらもGavin & Staceyにおける彼らの役）と歌手のトム・ジョーンズと共に歌っている。2009年3月15日のUKシングルチャートで第1位となった。
2010年、ブライドンはスティーヴ・クーガンと共に、各々の俳優が一般に認識されている印象を誇張して演じる（ブライドンは愛想よく常に物まねに入る準備ができている、クーガンは彼が思う国際的スターになれずイラついているといったもの）、マイケル・ウィンターボトムの即興シットコム「The Trip 」(BBC Two)に出演した。

### パネリスト・司会
はじめは2006年にBBCラジオ4のコメディパネルゲーム「I'm Sorry I Haven't a Clue」に登場した。当時のホストであったハンフリー・リットルトンから、ブライドンの歌声について「悪くない」とかつてない栄誉を得た。リットルトンが大動脈瘤の手術で入院中、テレビで放送されないステージツアーがあり、その際には彼の代わりに進行役を務めている。リットルトンが出演できない旨のメッセージは観衆にも伝えられた。手術の3日後、リットルトンは亡くなっている。
2009年2月、「I'm Sorry I Haven't a Clue」の第51シリーズの進行役としてステファン・フライとジャック・ディーと共にリットルトンに代わる3人のうちの1人として発表された。また、進行役がジャック・ディーになった第52シリーズの最初の2回にゲストパネリストとして参加している。
さらに、2009年にはアンガス・ディートンに代わり"Would I Lie To You?"の司会を務めている。

「Have I Got News for You」やBBCラジオ4のパネルゲーム「Just a Minute」にも出演した。
また、BBCラジオ4の「The Pain of Laughter: The Last Days of Kenneth Williams」でナレーションを務めた。ケネス・ウィリアムズの人生の後半を多くの友人や同時代に生きた人物から探るものであった。また、2008年8月25日のみBBCラジオ2でケン・ブルースの代役を務めた。
コメディクイズ「QI」にも何度か出場し、最初の出場（Aシリーズ第5回）ではアレック・ギネス、ジェームズ・ディーン、マイケル・J・フォックスのものまねを披露している。2008年のクリスマススペシャルでは、リチャード・バートンとトム・ジョーンズのものまねを披露している。

### スタンダップ・コメディ
2009年から2010年にかけてブライドンはロブ・ブライドン（というより別名のキャラクター）として初のスタンダップツアーを英国内で行った。この模様はDVD「Rob Brydon: Live」として2009年11月23日にリリースされている。BBCの「Live at the Apollo」の第5シリーズで2度ホストとして出演している。
2010年3月30日にロンドンのO2 Arenaで収録されたGreat Ormond Street Hospitalの支援のためのチャリティコンサート「Channel 4's Comedy Gala」に参加した。

### 私生活
2006年10月6日にブライドンは、South Bank Showの元プロデューサーのクレイル・ホランドとウィンザー教会で結婚式を挙げた。現在2008年に生まれた息子トムと共にリッチモンド・アポン・テムズ・ロンドン特別区のストロベリー・ヒルで暮らしている。また先妻との間に2人の娘（1994年9月生まれのケイティーと1999年8月生まれのエイミー）と1人の息子（1996年10月生まれのトム）がいる。
かなりのゴルフ好き、スウォンジー・シティAFCのファンで「1912 Foundation」の"ambassador"でもある。
ブライドンはコメディアンのベン・ミラーとよく間違われ（その逆もある）、「QI」の第6シリーズ第9話「The Future」で、そろって登場しキスも交わしている。

## 出演リスト
| 年              | タイトル                                                   | 役                                                                             |
| --------------- | ---------------------------------------------------------- | ------------------------------------------------------------------------------ |
| 1992年 – 1994年 | Rave                                                       |                                                                                |
| 1992年          | The Healer                                                 | Sean                                                                           |
| 1994            | サテライト・シティ Satellite City                          | 本人 ※ラジオショー                                                             |
| 1995年          | The Treatment                                              |                                                                                |
| 1995年          | Eleven Men Against Eleven                                  | Radio commentator                                                              |
| 1995年          | First Knight                                               | Man in crowd                                                                   |
| 1996年          | Lord of Misrule                                            | Cornish policeman                                                              |
| 1996年          | Cold Lazarus                                               | Karl                                                                           |
| 1998年          | Martha                                                     | Bus driver                                                                     |
| 1998年          | Lock                                                       | Traffic warden                                                                 |
| 2000年          | Human Remains                                              | Peter Moorcross, Gordon Budge, Stephen, Tony, Barne Willers, Les               |
| 2000年–2003年   | マリオンとジェフ Marion and Geoff                          | キース・バレット                                                               |
| 2001年          | A Small Summer Party                                       | キース・バレット                                                               |
| 2001年          | A Knight's Tale                                            | First Villager                                                                 |
| 2001年          | The Way We Live Now                                        | Mr Alf                                                                         |
| 2002年          | 24 Hour Party People                                       | Ryan Letts                                                                     |
| 2002年          | Black Books                                                | B.Nugent                                                                       |
| 2002年          | Legend of the Lost Tribe                                   | Prison guard                                                                   |
| 2002年          | I'm Alan Partridge                                         | Baptist fan                                                                    |
| 2002年          | Cruise of the Gods                                         | Andy van Allen                                                                 |
| 2004年          | Shaun of the Dead                                          | Football commentator/'Zombies from Hell!' presenter                            |
| 2004年–2005年   | The Keith Barret Show                                      | Keith Barret                                                                   |
| 2005年          | ミラーマスク MirrorMask                                    | 父親/総理大臣                                                                  |
| 2005年          | Supernova                                                  | Dr Paul Hamilton                                                               |
| 2005年          | Little Britain                                             | Roman de Vere (Series 3)                                                       |
| 2005年          | Flight of the Conchords                                    | ナレーター                                                                     |
| 2006年          | トリストラム・シャンディの生涯と意見 A Cock and Bull Story | トウビー・シャンディ/ ロブ・ブライドン                                         |
| 2006年–2007年   | ロブの「この年、オレ年」 Rob Brydon's Annually Retentive   | 本人役                                                                         |
| 2007年–2010年   | Gavin and Stacey                                           | ブライン・ウェスト                                                             |
| 2009年          | Horne & Corden                                             | Narrator to olympic sketches                                                   |
| 2009年          | Live at the Apollo                                         | Compere/stand-up                                                               |
| 2009年          | Gruffalo                                                   | TV film (Children's), Snake(voice)                                             |
| 2009年–2010年   | Would I Lie To You?                                        | Series 3 & Series 4司会                                                        |
| 2010年–2012年   | The Rob Brydon Show                                        | 司会                                                                           |
| 2010年–2020年   | The Trip                                                   | 本人                                                                           |
| 2010年          | スティーヴとロブのグルメトリップ The Trip                  | ロブ・ブライドン ※上記のテレビシリーズ『The Trip』を再編集して劇場版にしたもの |
| 2014年          | イタリアは呼んでいる The Trip to Italy                     | ロブ・ブライドン                                                               |
| 2017年          | スペインは呼んでいる The Trip to Spain                     | ロブ・ブライドン                                                               |
| 2018年          | シンクロ・ダンディーズ! Swimming with Men                  | エリック                                                                       |
| 2019年          | カセットテープ・ダイアリーズ Blinded by the Light          | マットの父親                                                                   |

## ディスコグラフィ

### シングル
| 年   | 曲名                    | チャート順位 | チャート順位 | チャート順位 | チャート順位 |
| 年   | 曲名                    | UK           | IE           | World        | EU           |
| ---- | ----------------------- | ------------ | ------------ | ------------ | ------------ |
| 2009 | "Islands in the Stream" | 1            | 48           | 36           | 7            |